# San Juan Cuautla
San Juan Cuautla är en ort i Mexiko.   Den ligger i kommunen Coyomeapan och delstaten Puebla, i den sydöstra delen av landet, 260 km sydost om huvudstaden Mexico City. San Juan Cuautla ligger 1 989 meter över havet och antalet invånare är 1 244.
Terrängen runt San Juan Cuautla är kuperad åt sydväst, men åt nordost är den bergig. Runt San Juan Cuautla är det ganska tätbefolkat, med 144 invånare per kvadratkilometer. Närmaste större samhälle är Teotitlán de Flores Magón, 17,3 km sydväst om San Juan Cuautla. Omgivningarna runt San Juan Cuautla är en mosaik av jordbruksmark och naturlig växtlighet.